# Адамов Мост
Ада́мов Мост, также Мост Рамы, Рамасету (санскр. रामसेतु [Rāmasētu]; там. இராமர் பாலம் [Irāmar pālam]) — вереница отмелей и островков протяжённостью 48 км в Индийском океане, между Индией и Шри-Ланкой.
Геологически примечательное возвышение песчаного морского дна, тянущееся от индийского острова Рамесварам у мыса Рамнад до ланкийского острова Маннар. Местами выступает небольшими островками, но бо́льшая часть в высокий прилив лежит под водой на глубине от 1 до 1,25 м; и только пролив между мысом Рамнад и островом Рамесварам, так называемый проход Памбан, доступен для небольших судов. Параллельно цепочке Моста проходит паромная железнодорожная переправа.
Согласно старинным арабским и португальским картам, Рамасету был проходимым вплоть до конца XV столетия. В конце XV века его разрушил шторм, вызванный землетрясением.
Брахманы называют Адамов Мост Мостом Рамы или Мостом Налы. Согласно индийскому эпосу «Рамаяна», он был сооружён по приказу принца Рамы. Строительство велось под руководством Налы — сына божественного зодчего Вишвакармана — силами подданных и союзников Рамы, включая армию обезьян. По Мосту войска Рамы переправились на Шри-Ланку для сражения с её правителем — демоном Раваной, похитившим возлюбленную Рамы, Ситу.
По мусульманской легенде, по этим отмелям Адам, направляясь к Еве в район современного города Джидда, перешёл со Шри-Ланки на континент после изгнания из Рая и падения на Шри Паду.
В настоящее время правительством Индии разработан проект по углублению судоходной части пролива между Индией и Шри-Ланкой, что позволит экономить до 30 часов плавания судов вокруг острова (около 400 км). Противники проекта сформировали движение за сохранение Рамасету как исторического наследия страны.
В 2009 году российский кинорежиссёр А. Ю. Волков снял документальный фильм под названием «Мост Рамы». Фильм рассматривает обе точки зрения о происхождении Моста, но в итоге мнение героя склоняется к тому, что он рукотворен. Фильм вышел на русском, английском, а также тамильском языках и был показан в Индии, Шри-Ланке и России.